# Iwar Wiklander
Bengt Iwar Wiklander, simplement dit Iwar Wiklander, est un acteur suédois, né le 30 mai 1939 à Örgryte (Göteborg).

## Biographie
Wiklander grandit à Nossebro et s'intéresse déjà au théâtre à l'école : de 1957 à 1960, il étudie à l'école de théâtre de la Calle Flygares. Il fait ses débuts professionnels en 1959 avec Kar de Mumma, avec qui il part en tournée. Après un bref passage au Stockholm City Theatre, il rejoint le Folkteatern de Göteborg en 1964. Il quitte le Folkteatern en 1970 pour devenir directeur du Riksteatern à Växjö. Il quitte ce poste en 1973 pour retourner au Folkteatern. Il est ensuite resté fidèle au théâtre jusqu'à sa retraite en 1998. Il a également été périodiquement (1973-1976 et 1987-1991) directeur du théâtre.
Wiklander a également tenu plusieurs rôles dans diverses productions télévisées et cinématographiques. Il a joué le rôle d'un directeur de la consommation dans le téléfilm Dom unga örnarna (1982) de Kjell Sundvall, un officier de marine dans Hur ska det gå för Pettersson ? de Vilgot Sjöman (1984) et en tant que chef du département des enquêtes criminelles dans les films sur l'inspecteur Winter.
Depuis 1993, il est professeur de conception de discours à l'Académie du théâtre et de l'opéra de Göteborg. Il a reçu le prix Litteris et Artibus en 2008.

## Filmographie
- 2001 à 2004 : Les Enquêtes du commissaire Winter (Kommissarie Winter) (série télévisée) - Birgersson
- 2014 : Le Vieux qui ne voulait pas fêter son anniversaire - Julius
- 2016 : Le Vieux qui ne voulait pas payer l'addition - Julius
- 2018 : Den döende detektiven (série TV)